# Puerto Miranda (Venezuela)
Pour les articles homonymes, voir Puerto Miranda et Miranda.
Puerto Miranda est la capitale de la paroisse civile de Puerto Miranda de la municipalité de Camaguán de l'État de Guárico au Venezuela. Située sur la rive nord et gauche du río Apure, elle fait face à San Fernando de Apure, capitale de l'État voisin d'Apure.